# Hüttl Tivadar (sebész, 1919–1990)
Hüttl Tivadar (Budapest, 1919. június 5. – Budapest, 1990. július 25.) magyar sebészorvos, címzetes egyetemi tanár, az orvostudományok doktora (1982). Hüttl Tivadar (sebész, 1884–1955) fia, Semmelweis Ignác dédunokája.

## Munkássága
1943-ban végzett a Pázmány Péter Tudományegyetem orvosi karán. 1944-től a budapesti I. sz. Sebészeti Klinikán munkatárs, később egyetemi tanársegéd, 1964-től pedig docens volt. 1968-tól a Semmelweis Kórház (Pest megyei Kórház) I. sz. sebészeti osztályának főorvosa, 1969-ben megbízott igazgatója, 1974-től címzetes egyetemi tanár volt. Általános és hasi sebészettel, sebfertőzéssel, a nyombélfekély és a vagotomia (bolygóideg-átmetszés) témájában ötven körüli tanulmánya nyomtatásban megjelent.

## Művei
- A műtét utáni hasi összenövések megelőzésének kérdése (Bp., 1958)
- Sebészet (A gyakorló orvos enciklopediája, Bp., 1977)
- Az epeútkövesség intraoperatív diagnosztikája, különös tekintettel a cholangioscopiára (Bp., 1981)